# 聖伯多祿和聖保祿主教座堂 (格利維采)

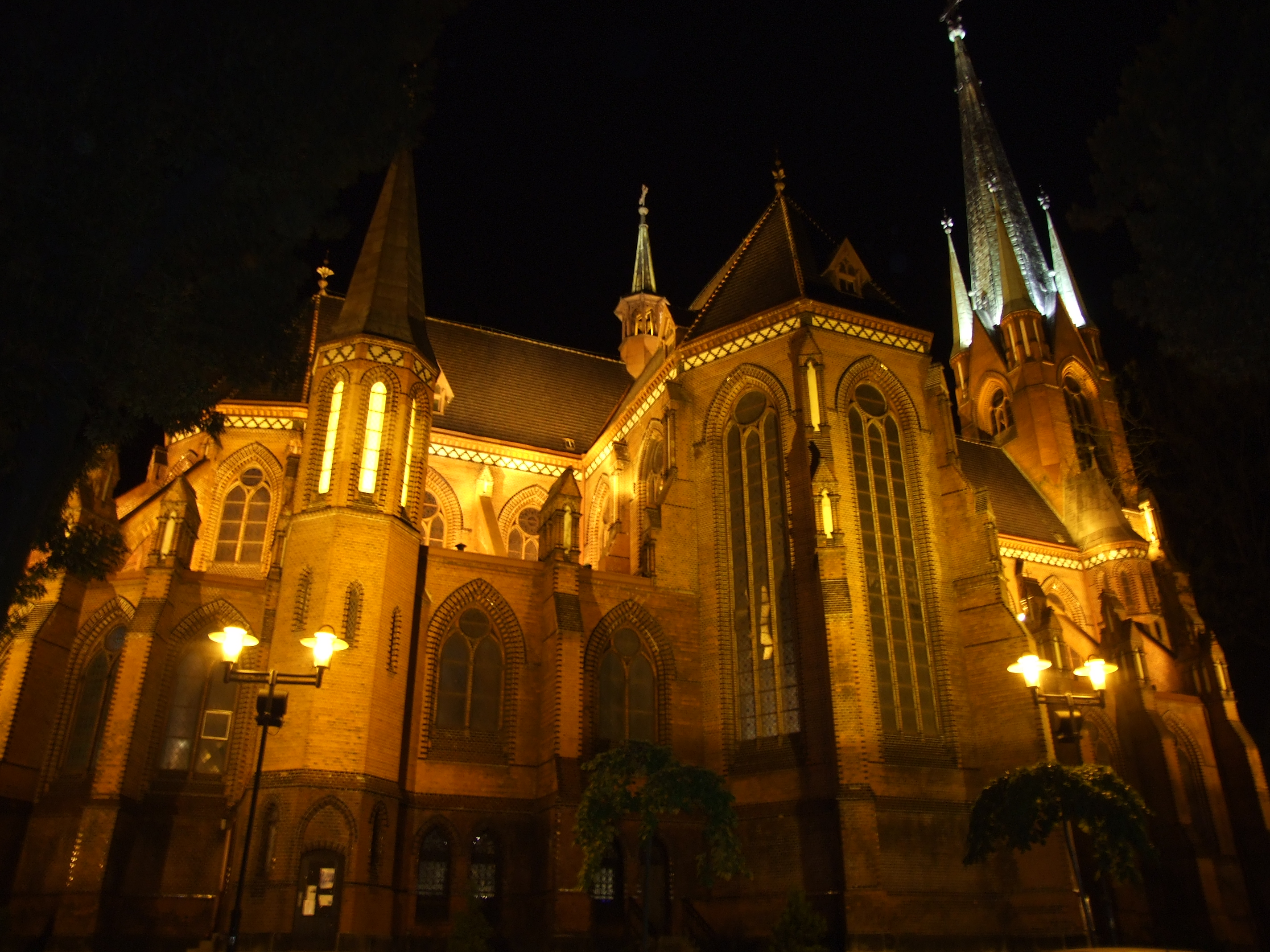
聖伯多祿和聖保祿主教座堂

聖伯多祿和聖保祿主教座堂（波蘭語：Katedra św. Apostołów Piotra i Pawła），又稱格利維采主教座堂，是波蘭城市格利維采的一座羅馬天主教的主教座堂。這座教堂修建於1896年至1900年期間。二戰期間這座教堂曾遭到轟炸。戰後教堂得到修復。1992年，這座教堂升格為主教座堂。